# الصحفي التائه (صحيفة لبنانية)
الصحفي التائه هي صحيفة عربية لبنانية ساخرة.
تأسست الصحيفة حوالي عام 1922 على يد اثنين من المسيحيين اللبنانيين هما إسكندر رياض ويوسف يزبك.